# Maniowy
Maniowy – wieś w Polsce, położona w województwie małopolskim, w powiecie nowotarskim, w gminie Czorsztyn.
Współczesne Maniowy – inaczej Nowe Maniowy – to wieś przeniesiona w całości z dna budowanego Zbiornika Czorsztyńskiego, na południowe zbocza Gorców, zaplanowana i wybudowana całkowicie od nowa. Od roku 1993 stanowi siedzibę urzędu gminy. Po powstaniu zbiornika, (Stare) Maniowy znalazły się zupełnie pod wodą. Historia tej wsi sięgała 1326. Była to wieś królewska, położona w drugiej połowie XVI wieku w powiecie sądeckim województwa krakowskiego, należała do tenuty czorsztyńskiej.

## Położenie
Miejscowość leży na południowych stokach Gorców, w obrębie Podhala, na wysokości 556 m n.p.m. Od strony północnej otaczają ją gorczańskie lasy, od południa wody zalewu Czorsztyńskiego. Wioskę przecina droga wojewódzka nr 969 prowadząca z Nowego Targu do Nowego Sącza.

## Integralne części wsi
| SIMC    | Nazwa         | Rodzaj                     |
| ------- | ------------- | -------------------------- |
| 0422729 | Borcok        | część wsi                  |
| 0422735 | Dolina        | część wsi                  |
| 0422741 | Hubka         | część wsi                  |
| 1049155 | Lemieżysko    | część wsi                  |
| 0422758 | Lyta          | część wsi                  |
| 0422764 | Michalów      | część wsi                  |
| 0422770 | Pod Hoborgiem | część wsi                  |
| 0422787 | Pod Kościołem | część wsi, nazwa zniesiona |
| 0422793 | Potok         | część wsi                  |
| 0422801 | Węgliszczak   | część wsi                  |
| 0422818 | Wyźranka      | część wsi, nazwa zniesiona |
| 1049184 | Za Wodą       | część wsi, nazwa zniesiona |

## Historia
- Pierwszy dokument, w którym pojawia się wzmianka o umiejscowieniu w korycie Dunajca osady historycy datują na rok 1320. Dokument zawiera nadanie prawa do założenia osady niejakiemu Hyńce Czarnemu, synowi Hyńki. Datowanie dokumentu nie jest oficjalnie potwierdzone jednogłośną opinią historyków, jednakże nie da się podważyć jego autentyczności. Niektórzy z historyków twierdzą, że jest to kopia dokumentu, który wydano o wiele wcześniej. Samo osadnictwo wzdłuż tamtejszej części koryta Dunajca zaistniało dzięki działaniom sióstr Klarysek ze Starego Sącza, które rozpoczęły osiedlanie pustkowi wzdłuż rzeki. W podobnym okresie zostały założone również takie miejscowości jak Sromowce Wyżne, Sromowce Niżne, Grywałd, Kluszkowce, czy Tylmanowa. Bardzo ważnym dokumentem jest pochodzący z 1354 roku zapis na liście parafii wchodzących w skład dekanatu nowotarskiego. Według tego dokumentu Maniowy posiadały już wówczas status wsi parafialnej, do której należało między innymi Dębno – miejscowość znana dziś w Polsce za sprawą wpisanego na listę światowego dziedzictwa UNESCO drewnianego kościoła z XV wieku[7].
- W 1860 roku szkoła parafialna zostaje przekształcona na trywialną. Gminy Maniowy, Huba, Dębno, Mizerna, Kluszkowce i Czorsztyn zobowiązały się do dawnego uposażenia 80,39 złr. dopłacać rocznie 105 złr., utrzymywać budynek szkolny, ścinać i zwozić 2 sagi drewna wyznaczone przez właściciela Czorsztyna Marcellego Drohojowskiego i 4 sągi przez właściciela Maniowa Antoniego Gerzabka[8].
- Budowa zbiornika była planowana jeszcze przed wybuchem I wojny światowej. Jego celem miało być uregulowanie koryta Dunajca, który wcześniej wylewając powodował powodzie w Maniowach i okolicy. Prace rozpoczęły się dopiero w latach 70. i trwały do lat 90. XX wieku. W 1997, kiedy nastała powódź, dzięki zbiornikowi nie doszło do podtopień w regionie. Już od lat 70. ruszyła budowa nowej wsi położonej nieco wyżej na północ. Początkowe plany uwzględniały przeniesienie wsi wraz z mieszkańcami w rejon Bieszczadów oddalonych o dziesiątki kilometrów. Pomysł ten wzbudził kontrowersje i sprzeciw mieszkańców i został zaniechany przez władzę.
- Architektura starych Maniów nie różniła się od zabudowań innych podhalańskich wsi. Dominowały drewniane domy parterowe, z widocznym motywem folklorystycznym, typowym dla okolicy. Domy mieszkalne z reguły okolone były budynkami gospodarczymi, gdyż głównym zajęciem ludności była uprawa roli. Budowane drewniane zagrody o dachach krytych strzechą często ulegały pożarom. Ogień trawił kilka lub kilkanaście zagród i chałup naraz. Wielki pożar miał miejsce w lutym 1615 roku kiedy spłonęła niemal cała wieś licząca wówczas blisko sto zagród. Ówczesny wójt wystosował suplikę do króla Zygmunta III, w wyniku której monarcha zwolnił maniowian ze wszystkich powinności wobec państwa na cztery lata[9].

W latach 1954–1961 wieś należała i była siedzibą władz gromady Maniowy, po jej zniesieniu w gromadzie Czorsztyn. W latach 1975–1998 miejscowość administracyjnie należała do województwa nowosądeckiego.
W miejscowości znajduje się kościół pw. NMP Matki Kościoła, budowany w latach 1977–1986. Część wyposażenia pochodzi z kościoła św. Mikołaja w Starych Maniowach.

## Zabytki
Obiekt wpisany do rejestru zabytków nieruchomych województwa małopolskiego.
- Kościół parafialny pw. św. Mikołaja w Starych Maniowach;
- kaplica św. Marka Ewangelisty;
- kościółek św. Sebastiana – przeniesiony do Nowych Maniów jako kaplica cmentarna.

## Sport
W miejscowości działa drużyna piłkarska Ludowy Klub Sportowy Lubań Maniowy. Klub powstał w 1948 z inicjatywy ks. Jana Osadzińskiego, ówczesnego duszpasterza parafii. Na początku istniały trzy sekcje sportowe, obok piłkarskiej powstały również sekcje narciarska i hokejowa, jednak do dziś przetrwała tylko piłkarska. 27 lipca 1986 odbyło się oficjalne otwarcie obecnego stadionu. W 2001 zespół awansował do IV ligi, a po dziesięciu latach, w 2011, do III ligi. Po dwóch sezonach w III lidze małopolsko-świętokrzyskiej, zespół spadł do IV ligi, gdzie występuje nieprzerwanie od sezonu 2013/2014.
W Maniowach znajduje się hala widowiskowo-sportowa. Przy szkole wybudowano obiekt sportowy Orlik. Jest też boisko trawiaste i kompleks mini atletyczny. W budynkach kościelnych jest niewielka hala sportowa. Całkiem spore jak na wioskę zaplecze sportowe w okresach ferii i wakacji wykorzystywane jest jako obiekt turystyki sportowej, głównie dzieci i młodzieży.

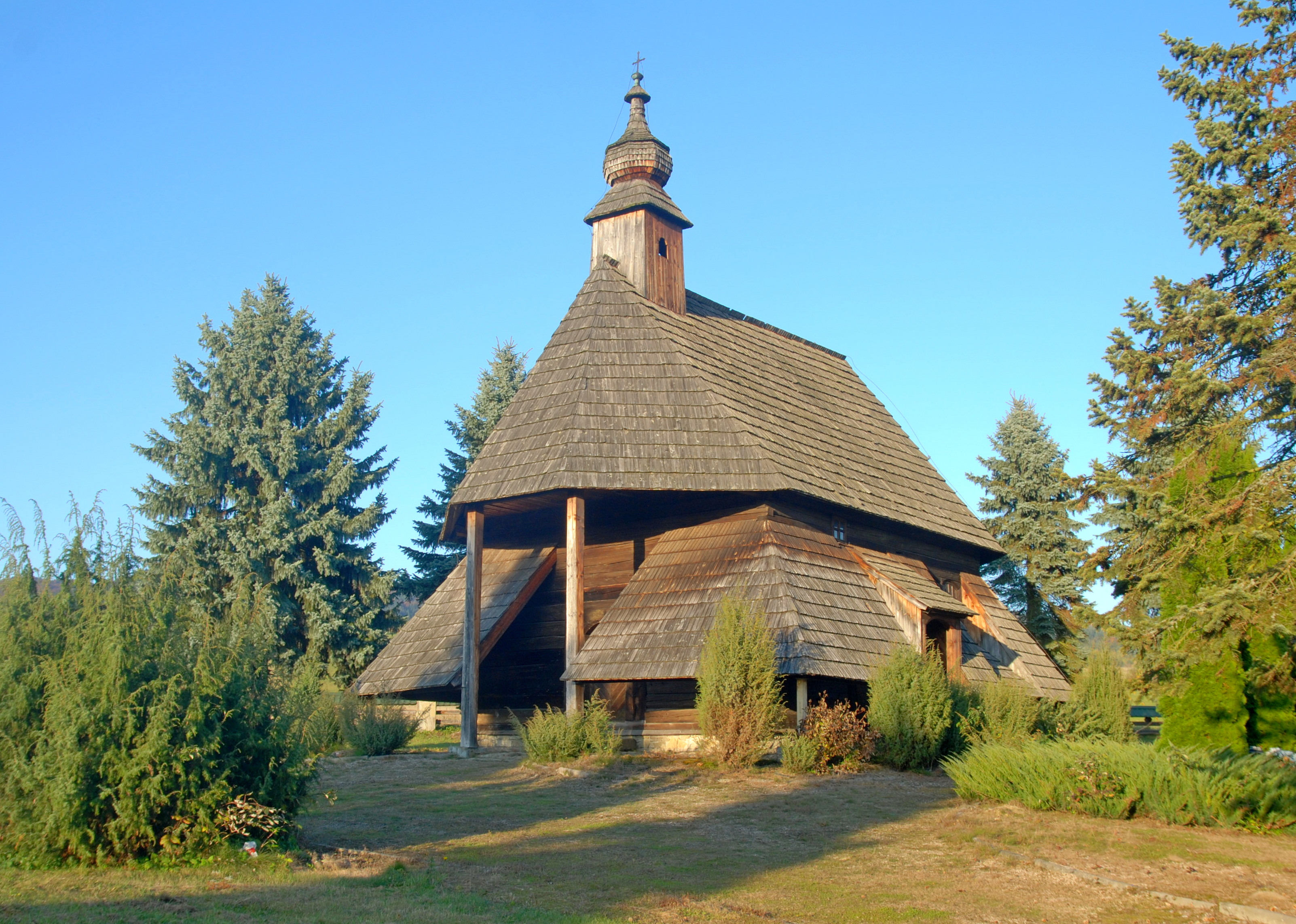
Drewniana kaplica cmentarna św. Sebastiana
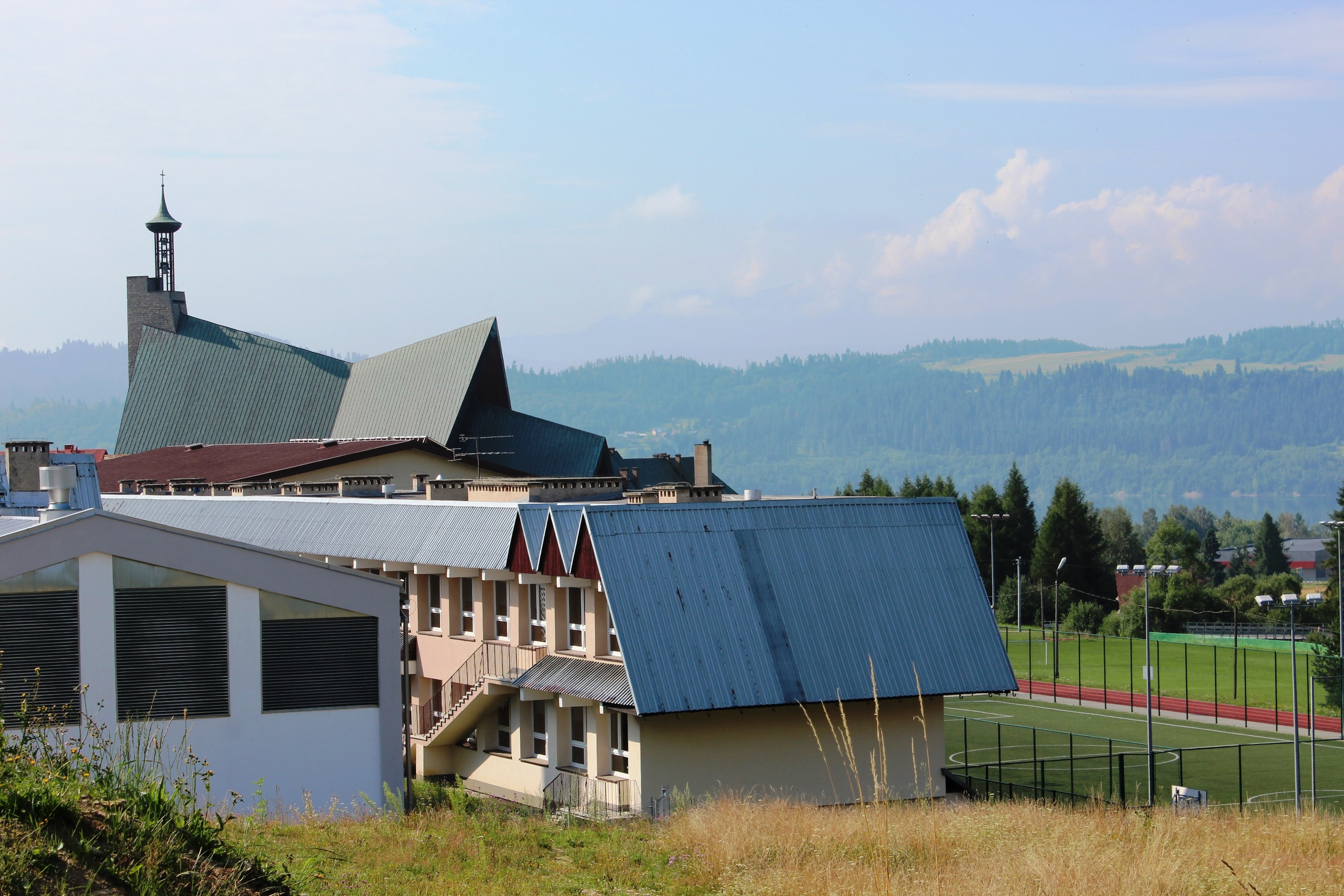
Kościół Najświętszej Marii Panny Matki Kościoła
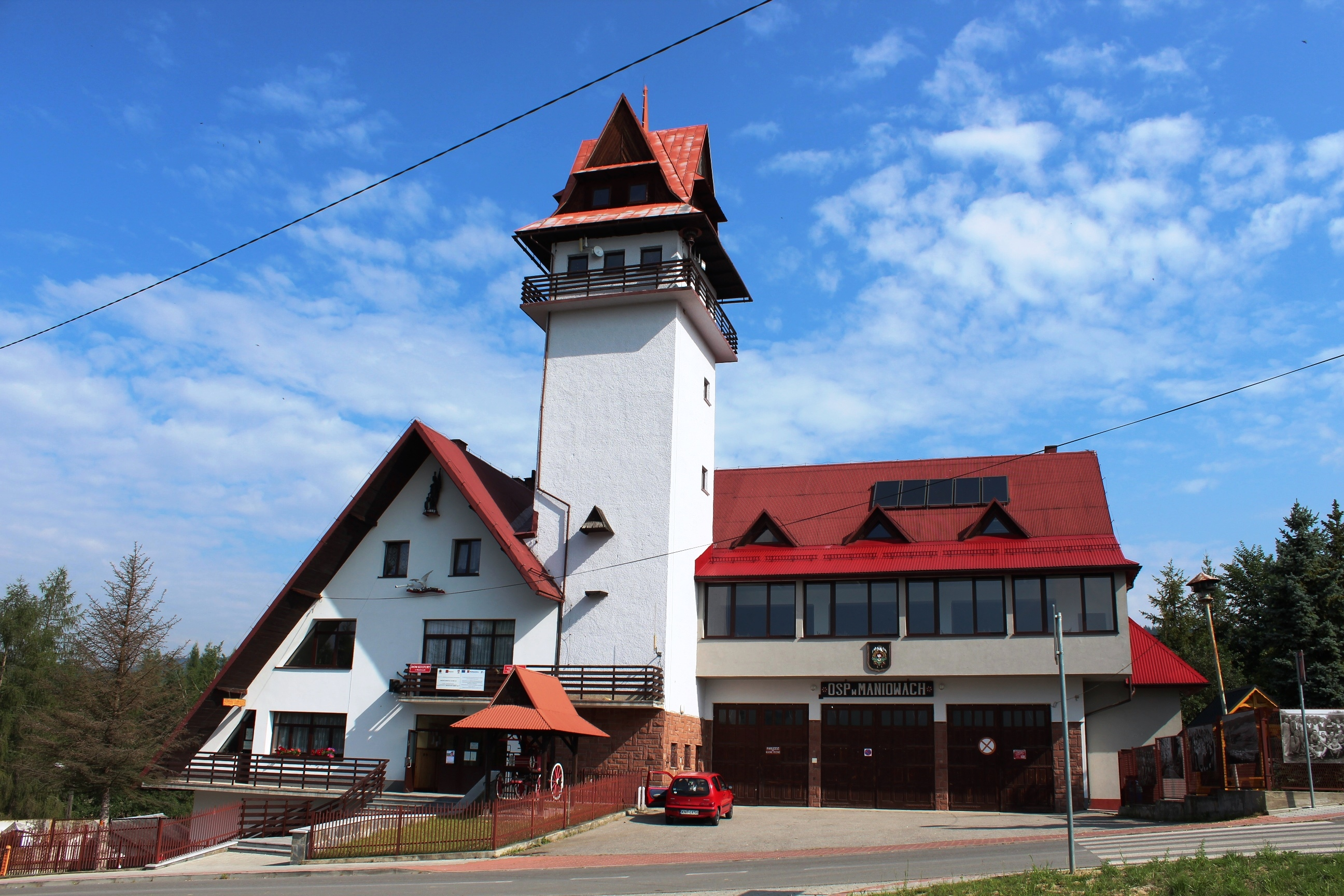
Remiza Ochotniczej Straży Pożarnej
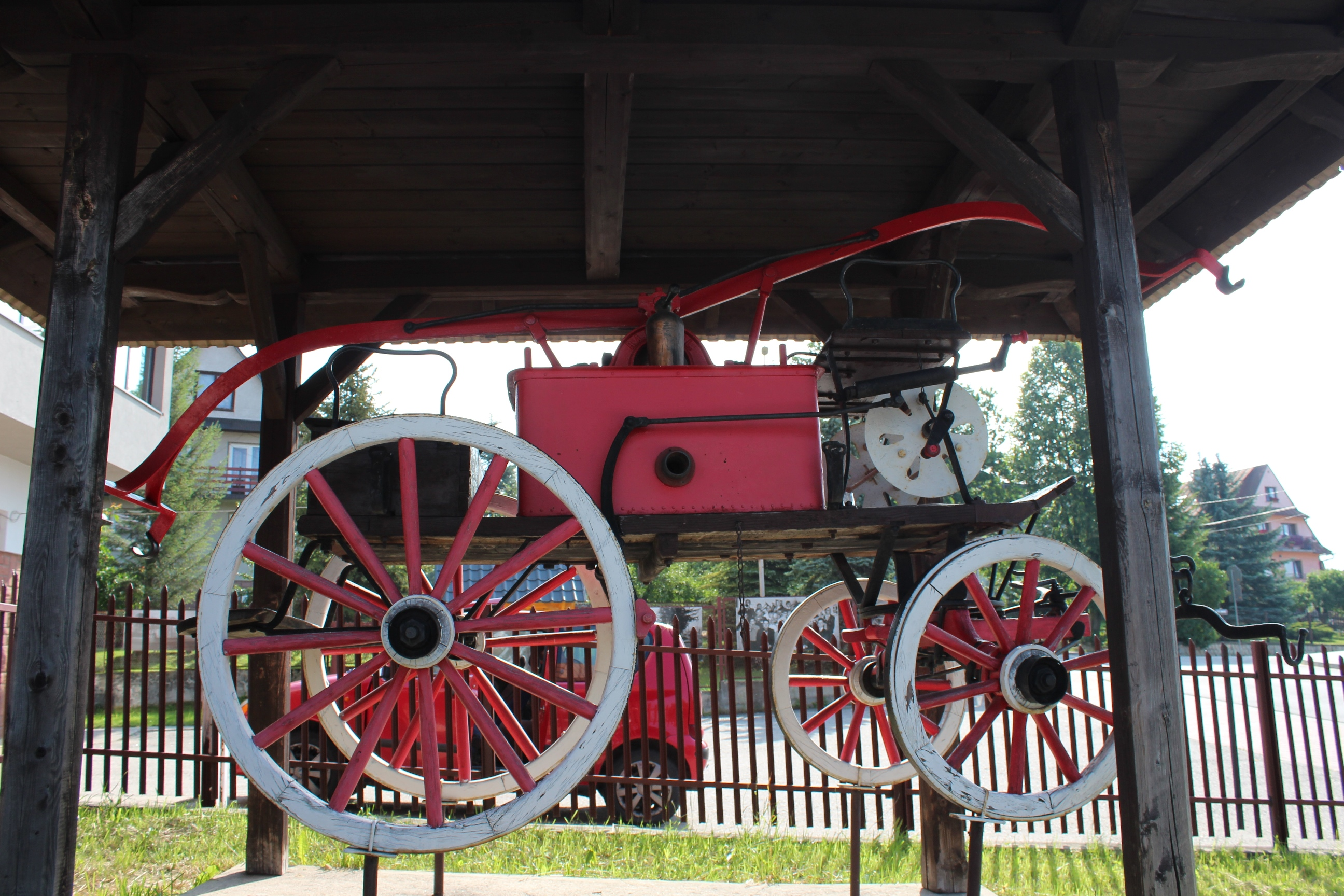
Dawna pompa strażacka przed remizą